# Amoreira da Gândara, Paredes do Bairro e Ancas
Amoreira da Gândara, Paredes do Bairro e Ancas (oficialmente: União das Freguesias de Amoreira da Gândara, Paredes do Bairro e Ancas) é uma freguesia portuguesa do município de Anadia, com 22,06 km² de área e 2429 habitantes (censo de 2021). A sua densidade populacional é 110,1 hab./km².

## História
Foi constituída em 2013, no âmbito de uma reforma administrativa nacional, pela agregação das antigas freguesias de Amoreira da Gândara, Paredes do Bairro e Ancas e tem sede em Paredes do Bairro.

## Demografia
A população registada nos censos foi:
| Distribuição da População por Grupos Etários | Distribuição da População por Grupos Etários | Distribuição da População por Grupos Etários | Distribuição da População por Grupos Etários | Distribuição da População por Grupos Etários | Distribuição da População por Grupos Etários |
| -------------------------------------------- | -------------------------------------------- | -------------------------------------------- | -------------------------------------------- | -------------------------------------------- | -------------------------------------------- |
| Antes da agregação                           |                                              |                                              |                                              |                                              |                                              |
| Ano                                          | 0-14 anos                                    | 15-24 anos                                   | 25-64 anos                                   | >= 65 anos                                   | Total                                        |
| 2001                                         | 491                                          | 446                                          | 1645                                         | 646                                          | 3228                                         |
| 2011                                         | 293                                          | 284                                          | 1408                                         | 690                                          | 2675                                         |
| Após a agregação                             |                                              |                                              |                                              |                                              |                                              |
| Ano                                          | 0-14 anos                                    | 15-24 anos                                   | 25-64 anos                                   | >= 65 anos                                   | Total                                        |
| 2021                                         | 238                                          | 204                                          | 1200                                         | 787                                          | 2429                                         |